# Chitose
Chitose (千歳市?, Chitose-shi) è una città del Giappone che ricade sotto la giurisdizione della sottoprefettura di Ishikari. È situata nella zona occidentale della prefettura di Hokkaidō.

## Infrastrutture e trasporti
La città è servita dall'aeroporto di Chitose.

## Amministrazione

### Gemellaggi
- Anchorage